# Колтрейн, Элис
Элис Колтрейн (англ. Alice Coltrane; 27 августа 1937 — 12 января 2007) — американская джаз-пианистка, органистка, арфистка  и композитор; жена легендарного джазового музыканта Джона Колтрейна.

## Биография
Элис Маклеод родилась 27 августа 1937 года в Детройте, Мичиган. Классическую музыку и джаз она изучала под руководством Бада Пауэлла. В начале своей музыкальной карьеры она выступала в Детройте как профессиональный джаз-музыкант в составе трио, а позднее — дуэта с вибрафонистом Терри Поллардом. В период с 1962 по 1963 год она играла в квартете с Терри Гиббсом. В это же время она познакомилась с Джоном Колтрейном. В 1965 году она стала пианисткой в его группе, а в 1966 году — вышла за него замуж. Джон Колтрейн стал отчимом дочери Элис по имени Мишель. От брака с Джоном Элис родила ещё троих детей (все они впоследствии стали музыкантами): Джона, Орана и Рави. Джон Колтрейн младший погиб в автокатастрофе в 1982 году. Элис продолжала играть в группе своего мужа до самой его смерти, наступившей в 1967 году. После смерти Джона Колтрейна Элис продолжила играть в составе основанных ею же музыкальных коллективов (в ряды которых она позднее пригласила своих сыновей). В её репертуаре со временем всё больше и больше стала преобладать медитативная музыка. Элис стала одной из немногих арфисток в истории джаза. Её наиболее значимые записи были сделаны в конце 1960-х — начале 1970-х годов на лейбле Impulse! Records.
Элис была последовательницей индуистского гуру Сатья Саи Бабы. В 1972 году она переехала в Калифорнию, где тремя годами позднее основала ведантический духовный центр под названием «Шанти-ашрам». В конце 1970-х годов Элис поменяла своё имя на санскритское Туриясангитананда. Позднее Колтрейн стала духовным руководителем Шанти-ашрама (впоследствии переименованного в «Саи Анантам Ашрам»). Периодически она продолжала выступать под именем Элис Колтрейн.
В 1990-е годы, с появлением нового интереса к её музыке, Элис сначала издала свой компиляционный альбом Astral Meditations, а в 2004 году выпустила новый альбом Translinear Light. Осенью 2006 года Элис дала три концерта в США, самый крупный из которых состоялся 4 ноября в Сан-Франциско с участием Рави Колтрейна, барабанщика Роя Хайнса и басиста Чарли Хейдена.
Элис Колтрейн умерла 12 января 2007 года от дыхательной недостаточности в больнице Уэсл-Хилл в пригороде Лос-Анджелеса. Элис была похоронена рядом со своим мужем Джоном Колтрейном в мемориальном парке Пайнлоун в Фармингдейле, штат Нью-Йорк.

## Дискография
- A Monastic Trio (1967)
- Huntington Ashram Monastery (1969)
- Ptah, the El Daoud (1970)
- Journey in Satchidananda (1970)
- Universal Consciousness (1972)
- World Galaxy (1972)
- Lord of Lords (1973)
- John Coltrane: Infinity (1973)
- Reflection on Creation and Space (a Five Year View) (1973)
- Illuminations (1974) with Carlos Santana
- Eternity (1975)
- Radha-Krisna Nama Sankirtana (1976)
- Transcendence (1977)
- Transfiguration (1978)
- Turiya Sings (1982)
- Divine Songs (1987)
- Infinite Chants (1990)
- The Music of Alice Coltrane: Astral Meditations (1999)
- Translinear Light (2004)
- The Impulse Story (2006)